# Кислюк Костянтин Володимирович
Костянтин Володимирович Кислюк (нар. 20 жовтня 1972, Харків) — український науковець, культуролог, кандидат філософських наук (1999), доктор культурології (2009). Професор кафедри документознавства та української мови Національного аерокосмічного університету  «Харківський авіаційний інститут». У 2009—2024 роках — професор кафедри культурології та медіакомунікацій Харківської державної академії культури, автор популярних навчальних видань з культурології, філософії, релігієзнавства.

## Біографія
Народився 20 жовтня 1972 року у місті Харків. Трудову біографію розпочав учнем слюсаря-інструментальника в 1989 році. Наступного року вступив до Харківського державного університету, який закінчив у 1995 році за спеціальностями «історія»; «французька мова та література». У 1995—1998 роках навчався в аспірантурі кафедри філософії Харківського державного університету, після завершення якої захистив кандидатську дисертацію на тему «Філософія історії в історії філософії: проблема початку та кінця».
У 1998—2006 роках працював у Харківському гуманітарному університеті «Народна українська академія». Водночас викладав на кафедрі теорії культури та філософії науки ХНУ ім. В. Н. Каразіна.
У 2006—2009 роках — докторант Харківської державної академії культури. У 2009 році одним із перших в Україні достроково захистив дисертацію на здобуття наукового ступеня доктора культурології за спеціальністю 26.00.04 — українська культура на тему «Українська історіософія як феномен культурної пам'яті» (наук. консультанти ― Горський В. С., Карпенко І. В.). Здобув науковий ступінь доктора культурології. У 2009—2024 рр. працював на кафедрі культурології та медіакомунікацій ХДАК. Нині — професор кафедри документознавства та української мови Національного аерокосмічного університету
ім. М. Є. Жуковського «Харківський авіаційний інститут».
У 1993—2006 роках ― постійний співробітник міжнародної археологічної експедиції «Бєльськ».
З 2000 року активно задіяний у видавничій діяльності. Науковий редактор серії навчальної літератури «Переходимо до Болонської системи» (Торсінг, Харків). Має досвід перекладацької діяльності.
Науковець є членом спеціалізованих вчених рад, членом редколегії наукових фахових видань України, а також сертифікованим рецензентом в «International Journal of Education, Culture and Society (IJECS)».
Професор К. В. Кислюк підготував двох кандидатів наук (докторів філософії) з культурології.

## Праці
К. В. Кислюк — автор і співавтор 170 наукових праць, у тому числі двох підручників, чотирьох навчальних посібників, двох одноосібних і п'яти колективних монографій. Розвиває компаративістську концепцію багатоукладності української культури, в якій внаслідок неефективних траєкторій модернізації від давнини до сучасності у різних сферах суспільного життя співіснують домодерні, модерні і постмодерні елементи, перебігають різноспрямовані прогресивні і регресивні тренди.
- Сухіна В. Ф., Кислюк К. В. Практикум по философии: учеб. пособие для студентов вузов. — 2-е изд., перераб. и доп. — Харьков: Фолио, 2001. — 430 с.
- Горський В. С., Кислюк К. В. Історія української філософії: підручник. ― Київ: Либідь, 2004. ― 488 с.
- Образование, общество, культура: монография / [авт. кол.: В. Ф. Сухина, А. В. Тягло, Т. С. Воропай, Н. Г. Чибисова, К. В. Кислюк, О. Н. Кузь, О. И. Тарасова, Е. А. Усик] ; под общ. ред. В. Ф. Сухиной ; Нар. укр. акад. — Харьков: Изд-во НУА, 2006. — 251 с.
- Кислюк К. В. Історіософія в українській культурі: від концепту до концепції: монографія. ― Харків: ХДАК, 2008. ― 288 с.
- Кислюк К. В. Релігієзнавство: підруч. для студ. вищ. навч. закл. / К. В. Кислюк, О. М. Кучер. — 5-е вид., виправл. і доповн. — Київ: Кондор, 2009. — 636 с.
- Кислюк К. В. Спеціальне документознавство: модульний курс: [навч. посібник] / [К. В. Кислюк]. — Київ: Кондор, 2011. — 191 с.
- Греченко В. А. Історія української культури: навч. посіб. для студ. вищ. навч. закл. / В. А. Греченко, К. В. Кислюк. — Київ: Кондор, 2013. — 351 с.
- Сучасна культурологія: навч. посіб. / [авт. кол.: К. В. Кислюк, В. А. Суковата, З. І. Алфьорова та ін.] ; за заг. ред. К. В. Кислюка. — Київ: Кондор, 2016. — 341 с.
- Кислюк К. В. Логіка: конспект лекцій / К. В. Кислюк. — Київ: Кондор, 2016. — 91 с.
- Кислюк К. В. Філософія: навч. посіб. для студентів вищ. навч. закл. усіх спец. / К. В. Кислюк. — 3-є вид., випр. — Київ: Кондор, 2016. — 229 с.
- Кислюк К. В. Культурологія: хрестоматія: навч. посіб. для самост. роботи та семінар. занять / К. В. Кислюк, Г. Д. Панков. — Київ: Кондор, 2017. — 184 с.
- Кислюк К. В. Українська культура І чверті ХХІ ст. : повороти модернізаційних перетворень: монографія. ― 2-е вид., стереотип. ― Київ: ВД «Кондор», 2018. ― 196 с.
- Кислюк К. В. Українська культура на шляху до «мережевого суспільства» // Від філософії науки до постмодерних студій культури: кафедра теорії культури і філософії науки в новому тисячолітті: колективна монографія / [колектив авторів]; передмова В. А. Суковатої; за заг. ред. В. А. Суковатої, Д. В. Петренка. — Харків: ХНУ імені В. Н. Каразіна, 2019. — С. 405—418.
- Кислюк К. В. Методи соціокультурної детермінації та соціокультурної каузальності як основа культурологічного підходу / К. В. Кислюк // Сучасна культурологія: актуалізація теоретико-практичних вимірів: кол. монографія / за заг. ред. Ю. С. Сабадаш. ― Київ: Вид-во Ліра-К, 2019. ― С. 8–29.
- Кислюк К. В. Візуальна культурологія в ситуації ПісляПостмодерну / К. В. Кислюк // Сучасна культурологія: постмодернізм у логіці розвитку української гуманістики: кол. монографія / за заг. ред. Ю. С. Сабадаш. — Київ: Вид-во «Ліра-К», 2021. ― С. 72–98.
- Culture and art in modern scientific discourse: monograph / V. Sheyko, N. Kushnarenko, N. Maksymovska, K. Kysliuk, S. Rybalko, V. Myslavskyi, O. Kosachova, S. Fievralova, V. Khvorostenko. — Kharkiv: PC TECHNOLOGY CENTER, 2023. — 218 p.